# Чорбаджийско
Чорбаджийско е село в Южна България. То се намира в община Кирково, област Кърджали.

## География
Чорбаджийско е село, което е разположено в Южна България върху площ от 26,412 кв. км и с население от 1932 жители.
Неговото разположение е в близост до градските центрове – Момчилград, Кърджали, Златоград и Джебел. В селото е изградена отлична инфраструктура. Общински център е с. Кирково с площ от 538 кв. км. Релефът е равнинно – хълмист до хълмисто – предпланински.
Средната надморска височина е около 300 – 499 м. Климатът е преходно – средиземноморски със средната годишна температура между 11С и 13,2С. Зимите са сравнително меки, като дните със задържане на снежна покривка са 43, а лятото е продължително и горещо. Средната годишна сума на валежите е 521 мм, която е около средните стойности, измерени в метеорологичните станции през 2001 г. Водните ресурси на селото се формират главно от водите на река Върбица.
Селището се намира в район с продължителни летни засушавания, които водят до изчерпване на подпочвените водни запаси. Реката е с непостоянен воден дебит, като след продължителни дъждове и през пролетта водите текат бързо, като някои от тях са с пороен характер и влачат големи количества наносни материали. Природата е красива, представляваща гористи хълмове, които обграждат селото. Има разнообразие от диви животни, птици, влечуги и насекоми. Основно занимание е селското стопанство – отглеждат се предимно пипер, тютюн, картофи и зеле.
В селото живеят много млади хора, което се доказва с функциониращото СОУ „Христо Ботев“, както и детската градина. В близост до селото има жп гара, също така е изграден международен път до съседна Гърция. Разстоянието от селото до най-близкия град в съседката ни Гърция – Комотини е около 40 – 50 км.

## Население
Преброяване на населението през 2011 г.
Численост и дял на етническите групи според преброяването на населението през 2011 г.:
|                     | Численост | Дял (в %) |
| Общо                | 1964      | 100,00    |
| Българи             | 73        | 3,71      |
| Турци               | 1091      | 55,54     |
| Цигани              | 29        | 1,47      |
| Други               | 0         | 0,00      |
| Не се самоопределят | 15        | 0,76      |
| Неотговорили        | 756       | 38,49     |

## Религии
Мюсюлманство и Християнство. Населението му е смесено – има и турци, и българи. В селото има построени джамия и църква.

## Обществени институции
- В с. Чорбаджийско има Средно общообразователно училище „Христо Ботев“ с дългогодишна история, както и Обединено детско заведение. Учителите са висококвалифицирани и всички са с висше образование. Учениците се изявяват във всички състезания и олимпиади, подготвени са изключително добре. През последните години базата е подобрена и обновена. Училището е разположено така, че прави гледката към селото неописуемо прекрасна.
- Село Чорбаджийско се гордее също със своето читалище и библиотека.

## Културни и природни забележителности
- Тракийска крепост при връх Боазтепе – „Асара“ на 0.88 km североизточно по права линия от махала Златолист на селото. Надморска височина: 559 m GPS и координати: 41°23’27” С.Ш. и 25°25’21” И.Д.

## Редовни събития
Чорбаджийско е село с много традиции. Всяка година се организира празник на селото. Празникът се провежда през септември и събира гости от цяла община. Организира се празничен концерт с участието на популярни певци и състави, а също и на ученици от местното училище.